# 提问的智慧
「提問的智慧」（英語：How To Ask Questions The Smart Way）為埃里克·雷蒙所撰寫的短文，其主張了一個人提問前應該要做好什麼事、又不應該做什麼事。雷蒙認為這樣能讓問題容易令人理解，而且發問者自己也能學到較多東西。
此文在網路上受到歡迎，被廣泛轉載而廣為人知甚至奉為經典。該文也有簡體中文與正體中文的翻譯版本被流傳著，所以在華人界也是很有名的文章。著名的兩個縮寫STFW（Search the fxxking web）以及RTFM（Read the fxxking manual）就是出自本文。
有些人認為文中部份用詞對新手不太友善，所以作者後來也在新版中做了較委婉的修飾。目前作者仍持續進行更新本文，最近一次更新是2014年5月21日。

## 外部連結
- How To Ask Questions The Smart Way （页面存档备份，存于）
  - 提問的智慧

1. ↑  . www.catb.org.   [2023-12-12]. （原始内容存档于2021-03-25）.